# جوایز فیلم ایندیپندنت بریتانیا
جایزه فیلم ایندیپندنت اسپیریت بریتانیا (انگلیسی: British Independent Film Awards) که به انگلیسی به اختصار BIFA نوشته می شود، سازمانی است که برای مراسم، حمایت و ترویج فیلم مستقل بریتانیایی و هنر فیلم سازی در بریتانیا فعالیت می‌کند. نامزدی این مراسم جوایز سالانه در اوایل نوامبر اعلام شده و مراسم در اوایل دسامبر برگزار می‌شود.
از سال ۲۰۱۵ این جایزه میزبان استعدادها و پرورش آن‌ها با حمایت بنیاد فیلم بریتانیا بوده‌است.

## حامیان
حامیان این جایزه شامل افراد زیر می شوند.
- مایک فیگیس
- تام هولندر
- ادرین لستر
- کن لوچ
- یوان مک‌گرگور
- هلن میرن
- سامانتا مورتون
- جیمز نسبیت
- مایکل شین
- ترودی استایلر
- تیلدا سوینتن
- میرا سایال
- دیوید تیولیس
- ری وینستون
- مایکل وینترباتم